# WarnerMedia
Warner Media, LLC (denumit comercial WarnerMedia) a fost un conglomerat multinațional de mass media și divertisment american deținut de AT&T. A avut sediul la complexul 30 Hudson Yards în New York City.
A fost înființată ca Time Warner în 1990 și a fost cunoscută sub acest nume pentru majoritatea istoriei sale, urmând fuziunii între Time Inc. și Warner Communications. Compania a avut operațiuni în film, televiziune și cablu. Activele sale au inclus WarnerMedia Studios & Networks (care a fost alcătuit din activele de divertisment ale Turner Broadcasting, HBO și Cinemax și, de asemenea, Warner Bros., care la rândul său însuși a fost alcătuit din studiourile de film, animație, televiziune, divizia sa de divertisment la domiciliu și Studio Distribution Services, parteneriatul său cu Universal Pictures Home Entertainment, DC Comics, New Line Cinema, și, alături de CBS Entertainment Group, un interes de 50% în The CW); WarnerMedia News & Sports (alcătuit din activele de știri și sport ale Turner Broadcasting, inclusiv CNN, Turner Sports, și AT&T SportsNet); WarnerMedia Sales & Distribution (alcătuit din compania media digitală Otter Media); și WarnerMedia Direct (alcătuit din serviciul de streaming HBO Max).
Deși a desprins Time Inc. în 2014, compania a păstrat numele Time Warner până în 2018, când compania s-a redenumit WarnerMedia după ce a fost achiziționată de AT&T. Pe 22 octombrie 2016, AT&T a anunțat oficial că intenționează să achiziționeze Time Warner pentru 85,4 miliarde de $ (inclusiv datoria asumată a Time Warner), evaluând compania la 107,50 de $ pe acțiuni Fuziunea propusă a fost confirmată pe 12 iunie 2018, după ce AT&T a câștigat un proces antitrust care Departamentul de Justiție al SUA l-a depus în 2017 pentru a încerca să blocheze achiziția, și a fost completată două zile mai târziu, când compania a devenit o subsidiară a AT&T. Numele final al companiei a fost adoptat ziua următoare. Sub AT&T, compania s-a mutat la lansarea unui serviciu de streaming construit în jurul conținutului companiei, cunoscut ca HBO Max. WarnerMedia a reinclus canalele de divertisment ale Turner sub o singură unitate umbrelă unit pe 10 august 2020, printr-o consolidare a activelor WarnerMedia Entertainment și Warner Bros. Entertainment într-o nouă unitate, WarnerMedia Studios & Networks Group. Pe 17 mai 2021, la aproape trei ani după achiziție, AT&T a decis să părăsească afacerea de divertisment anunțând că și-a propus să vândă proprietatea sa din WarnerMedia în o fuziune cu Discovery, Inc. să formeze noua societate cotată la bursă Warner Bros. Discovery. Acordul s-a încheiat pe 8 aprilie 2022.
Activele anterioare ale companiei au inclus Time Inc., TW Telecom, AOL, Time Warner Cable, AOL Time Warner Book Group, și Warner Music Group; aceste operațiuni au fost fie vândute la alte companii, fie desprinse ca companii independente. Compania a fost evaluată nr. 98 în 2018 în lista Fortune 500 al celor mai mari corporații din Statele Unite după veniturile totale.